# Џалгаон
Џалгаон је град у Индији у држави Махараштра. Према незваничним резултатима пописа 2011. у граду је живело 460.468 становника.

## Становништво
Према незваничним резултатима пописа, у граду је 2011. живело 460.468 становника.
| 1991.   | 2001.   | 2011.   |
| ------- | ------- | ------- |
| 242.193 | 368.618 | 460.468 |